# 실라 첼튼
실라 첼튼(Tsilla Chelton, 1919년 6월 21일 ~ 2012년 7월 15일)은 프랑스의 배우, 연극 배우, 영화배우이다.
예루살렘에서 태어났으며 브뤼셀에서 사망하였다. 사인은 질병이다. 페르 라셰즈 묘지에 매장되었다.

## 영화
- 고통 (2009년)
- 시스터 스마일 (2009년)
- 판도라의 상자 (2008년)
- 프레드 아스테어의 친구 (2007, Faut que ça danse !)
- 느껴야 사는 여자 (2004년)
- 죽어도 다시 한번 (2003년)
- 죽음의 침묵 (2003년)
- 생크스 (1974년)
- 삐에르의 25시 (1970년)
- 이 세상에서 가장 행복한 사나이 (1967, Alexandre le Bienheureux)
- 단추 전쟁 (1962, La Guerre des boutons)